# ABUS
 Ikke at forveksle med A-bus.
ABUS er en tysk fabrikant af låse etableret i 1924, beliggende i Wetter i Nordrhein-Westfalen. Navnet ABUS er et akronym for August Bremicker und Söhne KG. ABUS har specialiseret sig i sikkerhedslåse til døre og vinduer, hængelåse til forskellig brug og sikkerhedslåse til cykler, motorcykler og både.

## Historie
Firmaet blev grundlagt i 1924 og er en familieejet virksomhed. I starten fremstillede man udelukkende hængelåse. Siden er udvalget af deres produkter udvidet betydeligt, således er der nu også findes: røgalarmer, video-overvågningssystemer, cykel- og bådsikkerhedsprodukter, alarmsystemer og låsesystemer.
ABUS driver de sidste to produktsegmenter via sine datterselskaber:
- Security-Center (alarm og videoovervågningssystemer), grundlagt i juni 1999 og købt af ABUS i juni 2001.
- Schließanlagen GmbH Pfaffenhain (låsesystemer), købt i 2003.
- SECCOR high security GmbH (elektroniske låsesystemer og koblingsanordninger) blev købt i september 2010.

I oktober 2003 blev produktionen af escutcheonplader overtaget fra dørhængselproducenten Dr. Hahn i Mönchengladbach. På grund af de tætte relationer med moderselskabet ABUS blev datterselskabernes navne ændret til ABUS Security-Center GmbH & Co. KG (med hovedsæde i Affing), ABUS Pfaffenhain GmbH (baseret i Pfaffenhain) og ABUS Seccor GmbH (baseret i Ottobrunn).
Foruden flere produktionsfaciliteter i Tyskland opererer ABUS-koncernen med omkring 20 udenlandske filialer i Europa, USA og Kina.